# Harald Lückner
Sven Harald Lückner (* 27. März 1957 in Mariestad) ist ein ehemaliger schwedischer Eishockeyspieler und -trainer sowie -funktionär.

## Karriere

### Als Spieler
Harald Lückner begann seine Karriere als Eishockeyspieler in seiner Heimatstadt in der Nachwuchsabteilung von Mariestad BoIS. Von dort wechselte er zum Färjestad BK, für dessen Profimannschaft er in der Saison 1975/76 sein Debüt in der Elitserien, der neu gegründeten höchsten schwedischen Spielklasse, gab. Beim Färjestad BK entwickelte sich der Flügelspieler rasch zum Führungsspieler, woraufhin er im WHA Amateur Draft 1977 in der siebten Runde als insgesamt 66. Spieler von den Houston Aeros ausgewählt wurde. Zudem wählten ihn die New York Islanders im NHL Amateur Draft 1977 in der siebten Runde als insgesamt 121. Spieler aus. Da er im folgenden Jahr jedoch nicht von den Islanders unter Vertrag genommen wurde, war er der erste Spieler in der Geschichte der National Hockey League, der ein zweites Mal gedraftet werden durfte. Im NHL Amateur Draft 1978 wurde er in der vierten Runde als insgesamt 56. Spieler von den Vancouver Canucks ausgewählt, jedoch blieb er erneut bei seinem Stammverein Färjestad BK, mit dem er in den Jahren 1981, 1986 und 1988 jeweils den schwedischen Meistertitel gewann. In der Saison 1988/89 war der Schwede als Spielertrainer für Sparta Sarpsborg aus der höchsten norwegischen Spielklasse tätig, ehe er seine Karriere als Aktiver im Alter von 32 Jahren beendete.

### Als Trainer
In der Saison 1999/2000 war Lückner als Team-Manager für die U20-Junioren seines Stammvereins Färjestad BK aus der J20 SuperElit tätig. Von 2000 bis 2003 betreute er den HV71 aus der Elitserien als Cheftrainer. Zur Saison 2003/04 übernahm er das Amt als Cheftrainer beim Mora IK aus der zweitklassigen Allsvenskan und erreichte mit seiner Mannschaft auf Anhieb den Aufstieg in die Elitserien, in der ihm mit Mora in der folgenden Spielzeit der Klassenerhalt gelang. Von 2005 bis 2008 stand er beim Elitserien-Teilnehmer MODO Hockey hinter der Bande. Mit MODO gewann er in der Saison 2006/07 erstmals als Trainer den schwedischen Meistertitel. Für diese Leistung wurde er als Årets Coach, Schwedens Trainer des Jahres, ausgezeichnet. 2008 kehrte Lückner zum Mora IK zurück, der in der Zwischenzeit wieder in die zweite Liga abstiegen war. Dort wurde er im Dezember 2011 entlassen, unterschrieb jedoch bereits einen Monat später einen Vertrag beim Elitserien-Teilnehmer Linköpings HC. Dort beendete er die Saison 2011/12, trat aber im Anschluss im professionellen Eishockey nicht mehr in Erscheinung.

### International
Für Schweden nahm Lückner im Juniorenbereich an der U19-Junioren-Europameisterschaft 1976, bei der er mit seiner Mannschaft die Silbermedaille gewann, sowie den U20-Junioren-Weltmeisterschaften 1976 und 1977 teil. Im Seniorenbereich stand er im Aufgebot seines Landes bei den Olympischen Winterspielen 1980 in Lake Placid, bei denen er mit seiner Mannschaft die Bronzemedaille gewann, sowie bei der Weltmeisterschaft 1981, bei der er mit Schweden die Silbermedaille gewann.

## Erfolge und Auszeichnungen
- 1981 Schwedischer Meister mit dem Färjestad BK
- 1986 Schwedischer Meister mit dem Färjestad BK
- 1988 Schwedischer Meister mit dem Färjestad BK
- 2004 Aufstieg in die Elitserien mit dem Mora IK (als Trainer)
- 2007 Schwedischer Meister mit MODO Hockey (als Trainer)
- 2007 Årets Coach

### International
- 1976 Silbermedaille bei der U19-Junioren-Europameisterschaft
- 1980 Bronzemedaille bei den Olympischen Winterspielen
- 1981 Silbermedaille bei der Weltmeisterschaft